# Le Tremblois
Le Tremblois település Franciaországban, Haute-Saône megyében. Lakosainak száma 156 fő (2022. január 1.). Le Tremblois Champvans, Vadans, Apremont, Germigney, Lieucourt és Noiron községekkel határos.

## Népesség
A település népességének változása:
| Lakosok száma | 188  | 185  | 186  | 176  | 169  | 162  | 159  | 156  | 156  |
|               | 2013 | 2015 | 2016 | 2017 | 2018 | 2019 | 2020 | 2021 | 2022 |